# 三徳 (仏教)
三徳（さんとく）とは、仏教でいわれる3つの徳のこと。仏・如来、また涅槃には3種類の徳が具わっているとされる。
なお三徳にはいくつかの種類がある。

## 智・断・恩の三徳
仏・如来に具わる3種類の徳性。
1. 智徳　すべてを見通す
2. 断徳　煩悩を断じ尽す
3. 恩徳　衆生に恵み施す

## 法身・般若・解脱の三徳
大般涅槃に具わる3種類の徳性。
1. 法身　仏如来の本性（身）は常住不変不滅の法性（ほっしょう）
2. 般若　仏如来はこの世の本質をあるがままに覚知する
3. 解脱　仏如来は一切の煩悩・繋縛を遠離して自在である

## 主・師・親の三徳
日蓮が、儒教やインドの哲学（外道）、そして仏教を比較して、最終的に仏教のみにすべて具わると判じた3つの特性。開目抄には「それ一切衆生の尊敬すべき者、三つあり。所謂、主・師・親これなり」と述べている。仏教以外ではこの三徳は部分的にあるが、仏教、とりわけ法華経にこの三徳すべてが具わっているとした。
1. 主　仏如来は三界はみなこれ我が有として、この世を治めるから「主」である
2. 師　仏如来は一切衆生を教え導くから「師」である
3. 親　仏如来は一切衆生はみな我が子なりと憐れむから「親」である

## サーンキヤ学派の三徳
サーンキヤ学派などでは、物事の根本を成す3つの構成要素を三徳という。